# Erigeron silenifolius
Erigeron silenifolius là một loài thực vật có hoa trong họ Cúc. Loài này được (Turcz. ex Turcz.) Botsch. mô tả khoa học đầu tiên năm 1954.